# Tony Van Lindt
Tony Ghislain Louis Etienne Van Lindt (Overpelt, 11 september 1925 - Linkhout, 17 juni 2014) was een Belgisch volksvertegenwoordiger.

## Levensloop
Van Lindt promoveerde tot doctor in de rechten aan de Katholieke Universiteit Leuven en vestigde zich als advocaat. Hij trouwde met Anny Voss en ze kregen drie kinderen.
In 1961 werd hij verkozen tot CVP-volksvertegenwoordiger voor het arrondissement Hasselt en vervulde dit mandaat tot in 1968.
Hij werd vervolgens arbeidsauditeur bij de arbeidsrechtbank van Tongeren en dit tot aan het emeritaat.